# Pauesia salignae
Pauesia salignae är en stekelart som först beskrevs av Watanabe 1939.  Pauesia salignae ingår i släktet Pauesia och familjen bracksteklar. Inga underarter finns listade i Catalogue of Life.